# Плейнс Тауншип (округ Лузерн, Пенсільванія)
Плейнс Тауншип (англ. Plains Township) — селище (англ. township) в США, в окрузі Лузерн штату Пенсільванія. Населення — 9808 осіб (2020).

## Демографія
Згідно з переписом 2010 року, у селищі мешкала 9961 особа в 4389 домогосподарствах у складі 2709 родин. Було 4773 помешкання
Расовий склад населення:
| - 95,9 % — білих - 1,4 % — азіатів - 1,3 % — чорних або афроамериканців - 0,1 % — корінних американців |

До двох чи більше рас належало 0,9 %. Частка іспаномовних становила 1,4 % від усіх жителів.
За віковим діапазоном населення розподілялося таким чином: 16,6 % — особи молодші 18 років, 60,6 % — особи у віці 18—64 років, 22,8 % — особи у віці 65 років та старші. Медіана віку мешканця становила 47,5 року. На 100 осіб жіночої статі у селищі припадало 91,4 чоловіків;  на 100 жінок у віці від 18 років та старших — 89,0 чоловіків також старших 18 років.
Середній дохід на одне домашнє господарство  становив 63 719 доларів США (медіана — 47 802), а середній дохід на одну сім'ю — 73 556 доларів (медіана — 58 607). Медіана доходів становила 49 263 долари для чоловіків та 36 630 доларів для жінок. За межею бідності перебувало 14,6 % осіб, у тому числі 40,9 % дітей у віці до 18 років та 4,8 % осіб у віці 65 років та старших.
Цивільне працевлаштоване населення становило 4645 осіб. Основні галузі зайнятості: освіта, охорона здоров'я та соціальна допомога — 25,5 %, роздрібна торгівля — 14,9 %, мистецтво, розваги та відпочинок — 11,3 %.